# Orange Cove (Kalifornija)
Orange Cove je grad u američkoj saveznoj državi Kalifornija. Prema popisu stanovništva iz 2010. u njemu je živjelo 9.078 stanovnika.